# La stravaganza

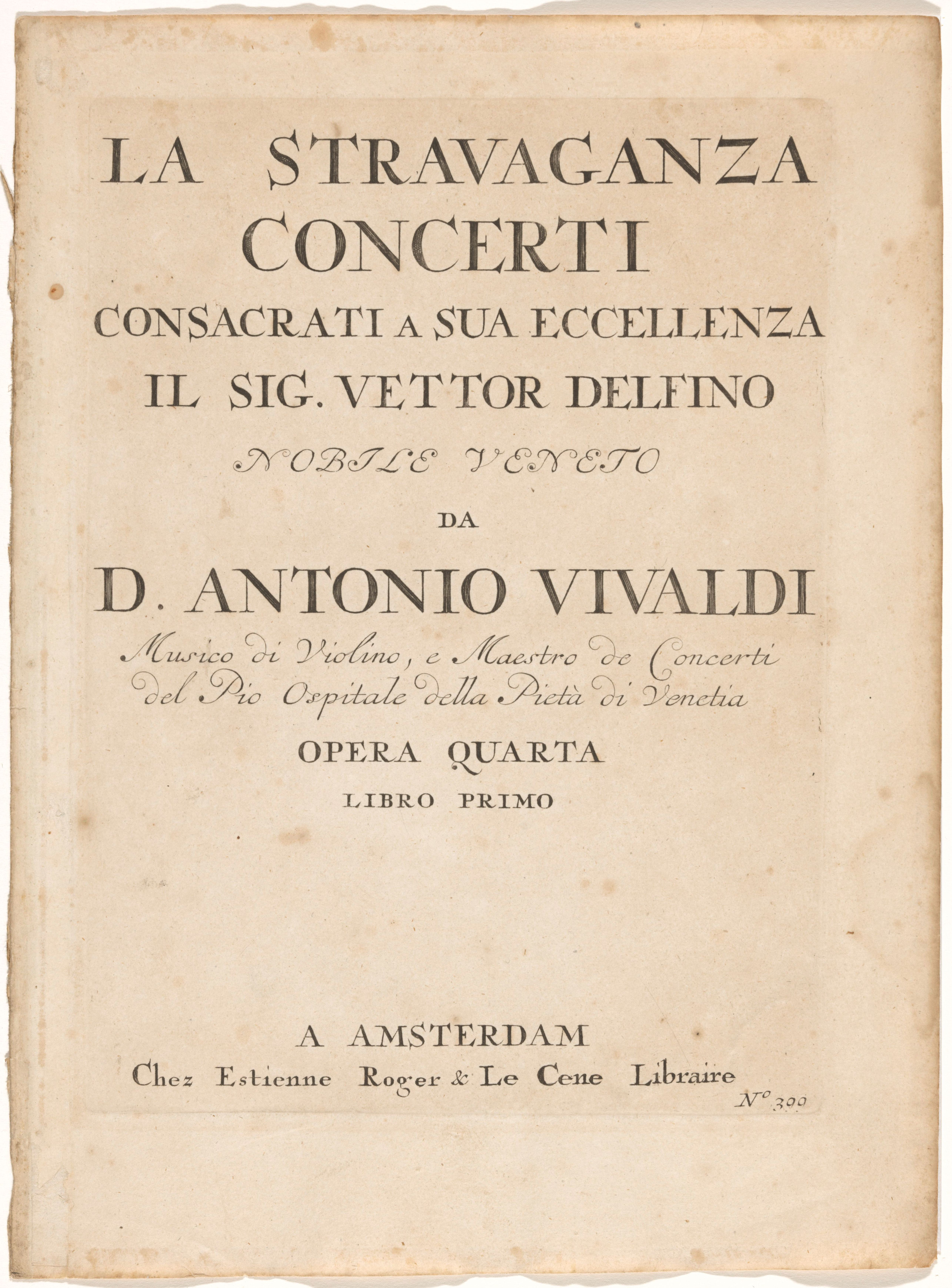
Titelblatt des Erstdruckes, verlegt durch Estienne Roger, Amsterdam

La stravaganza (wörtlich: ‚Extravaganz‘; die ‚Exzentrizität‘, das ‚Außergewöhnliche‘), Op. 4, ist eine Reihe von Konzerten, die Antonio Vivaldi von 1712 bis 1713 komponierte. Sie wurden zuerst 1716 in Amsterdam veröffentlicht und waren dem venetianischen Edelmann Vettor Delfino, einem Schüler Vivaldis, gewidmet. Die Konzerte sind für Solovioline, Streicher und Basso continuo geschrieben. Einige Sätze erfordern zusätzliche Solisten (wie zweite Violine und Cello).

## Liste der Konzerte
- Concerto Nr. 1 B-Dur, RV 383a:

1. Allegro
2. Largo e cantabile
3. Allegro

- Concerto Nr. 2 e-Moll, RV 279:

1. Allegro
2. Largo
3. Allegro

- Concerto Nr. 3 G-Dur, RV 301:

1. Allegro
2. Largo
3. Allegro assai

- Concerto Nr. 4 a-Moll, RV 357:

1. Allegro
2. Grave e sempre piano
3. Allegro

- Concerto Nr. 5 A-Dur, RV 347:

1. Allegro
2. Largo
3. Allegro (moderato)

- Concerto Nr. 6 g-Moll, RV 316a:

1. Allegro
2. Largo
3. Allegro

- Concerto Nr. 7 C-Dur, RV 185:

1. Largo
2. Allegro (molto)
3. Largo
4. Allegro

- Concerto Nr. 8 d-Moll, RV 249:

1. Allegro – Adagio – Presto – Adagio
2. Allegro

- Concerto Nr. 9 F-Dur, RV 284:

1. Allegro
2. Largo
3. Allegro

- Concerto Nr. 10 c-Moll, RV 196:

1. Spiritoso
2. Adagio
3. Allegro

- Concerto Nr. 11 D-Dur, RV 204:

1. Allegro
2. Largo
3. Allegro assai

- Concerto Nr. 12 G-Dur, RV 298:

1. Spiritoso e non presto
2. Largo
3. Allegro

## Aufnahmen (Auswahl)
- Félix Ayo (Violine), I Musici, Philips, 1963, wiederveröffentlicht 1970[1]
- Carmel Caine, Alan Loveday (Violinen), Neville Marriner (Leitung), Academy of St Martin in the Fields, Argo, 1975[2]
- Rachel Podger (Violine und Leitung), Arte dei Suonatori, Channel Classics, 2003. Diese Aufnahme gewann den „Gramophone Award for Best Baroque Recording“ von 2003.[3][4]
- Zino Vinnikov (Violine & Leitung), Solisten-Ensemble der Sankt Petersburger Philharmonie, September 2014.[5][6]